# Apatxe de les planures
L'apatxe de les planures o apatxe kiowa (anglès kiowa-apache) parlada pels apatxe kiowa. Aquest poble indígena viu principalment al centre d'Oklahoma (Estats Units).

## Classificació
L'apatxe de les planures és una llengua que forma part del grup meridional de les llengües atapascanes en la família lingüística na-dené. La llengua apatxe kiowa presenta notables diferències amb altres llengües atapascanes meridional, per la qual cosa se suposa que van abandonar l'urheimat del grup abans que altres pobles del grup apatxe. Es calcula que la separació de l'apatxe kiowa i la resta de les llengües apatxes va ocórrer al voltant de l'any 1300 de l'era comuna. És una llengua força amenaçada a la vora de l'extinció, amb només 18 parlants registrats en el cens nord-americà de 1990. Cap al 2008 va morir el darrer parlant nadiu, Alfred Chalepah, Jr.